# PS/2
PS/2（英語：Personal System/2）是IBM出的第三代個人電腦，采用Intel386处理器、微通道总线和OS/2操作系统。该系統定义了一些包括鍵盤與滑鼠在內的外部设备所使用之接口（一般稱之為PS/2接口），使用非常廣泛，一直到多年之後才逐漸被USB等後來開發的介面規格所取代。